# Cantonul Saint-Paul-5
Cantonul Saint-Paul-5 este un canton din arondismentul Saint-Paul, Réunion, Franța.